# Ryūhei Tamura
Ryūhei Tamura (jap. 田村 隆平 Tamura Ryūhei; ur. 19 kwietnia 1980 w prefekturze Gifu) – japoński mangaka, znany przede wszystkim z mangi Beelzebub. Tamura był wcześniej asystentem Toshiakiego Iwashiro, autora serii Psyren.

## Twórczość

### One-shoty
- Ura Beat (2003)[1]
- Tiger Dragon Brother (2015)
- Rappa Rendan (2019)

### Serie
- Beelzebub (2009–2014)[2]
- Beelzebub Bangai-hen (2014–2015)[3][4]
- Harapeko no Marie (2017)[5][6]
- Shakunetsu no nirai kanai (2020–2021)[7]
- Pyramid no himitsu (od 2023)[8]
- Cosmos (od 2023)[9]